# Theodor Heuss
Theodor Heuss (Brackenheim, 31 de janeiro de 1884 — Estugarda, 12 de dezembro de 1963) foi um político e jornalista alemão. Foi o primeiro Presidente da República Federal da Alemanha no pós-guerra entre 13 de setembro de 1949 e 12 de setembro de 1959.

## Biografia

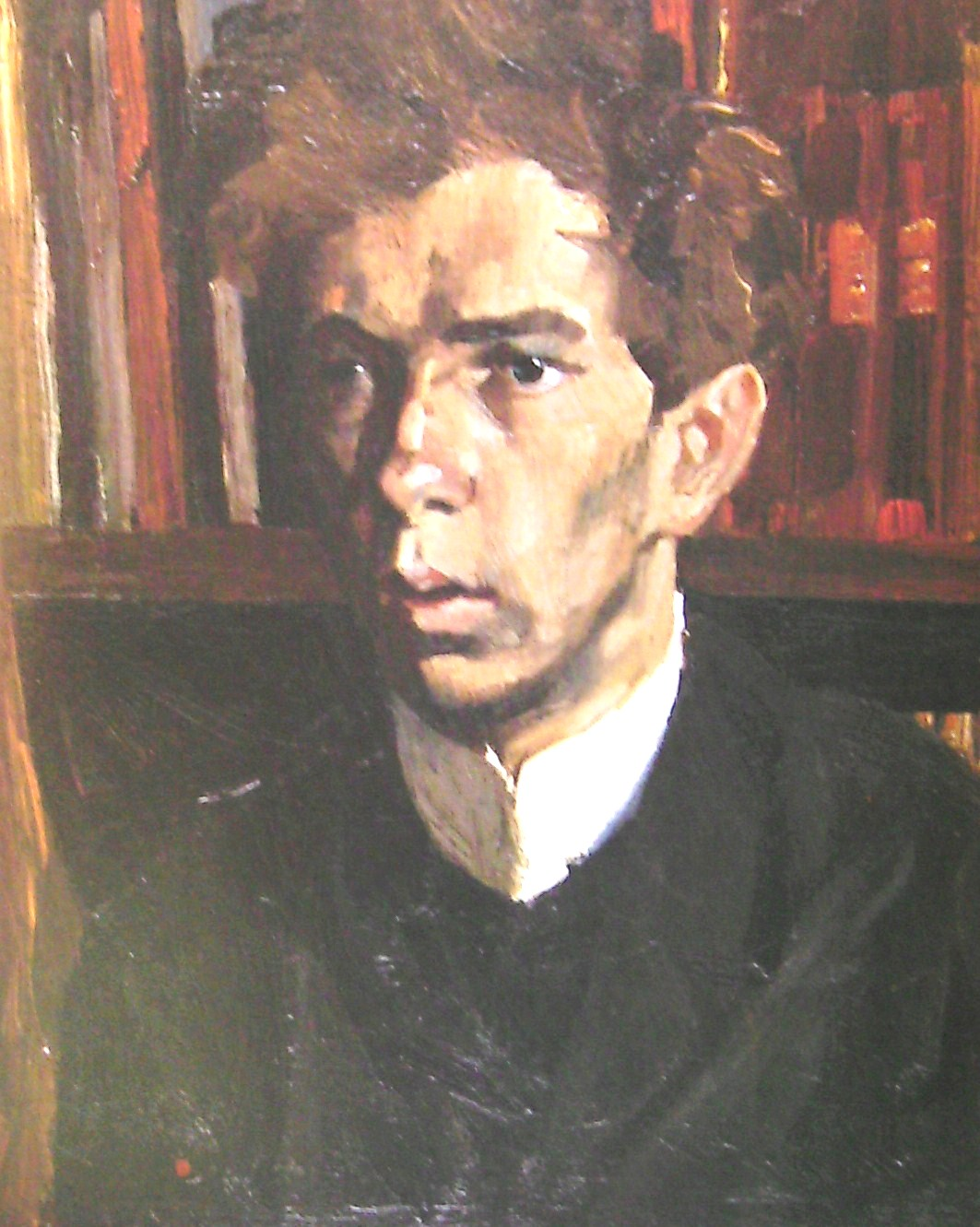
Retrato do jovem Theodor Heuss (1905).

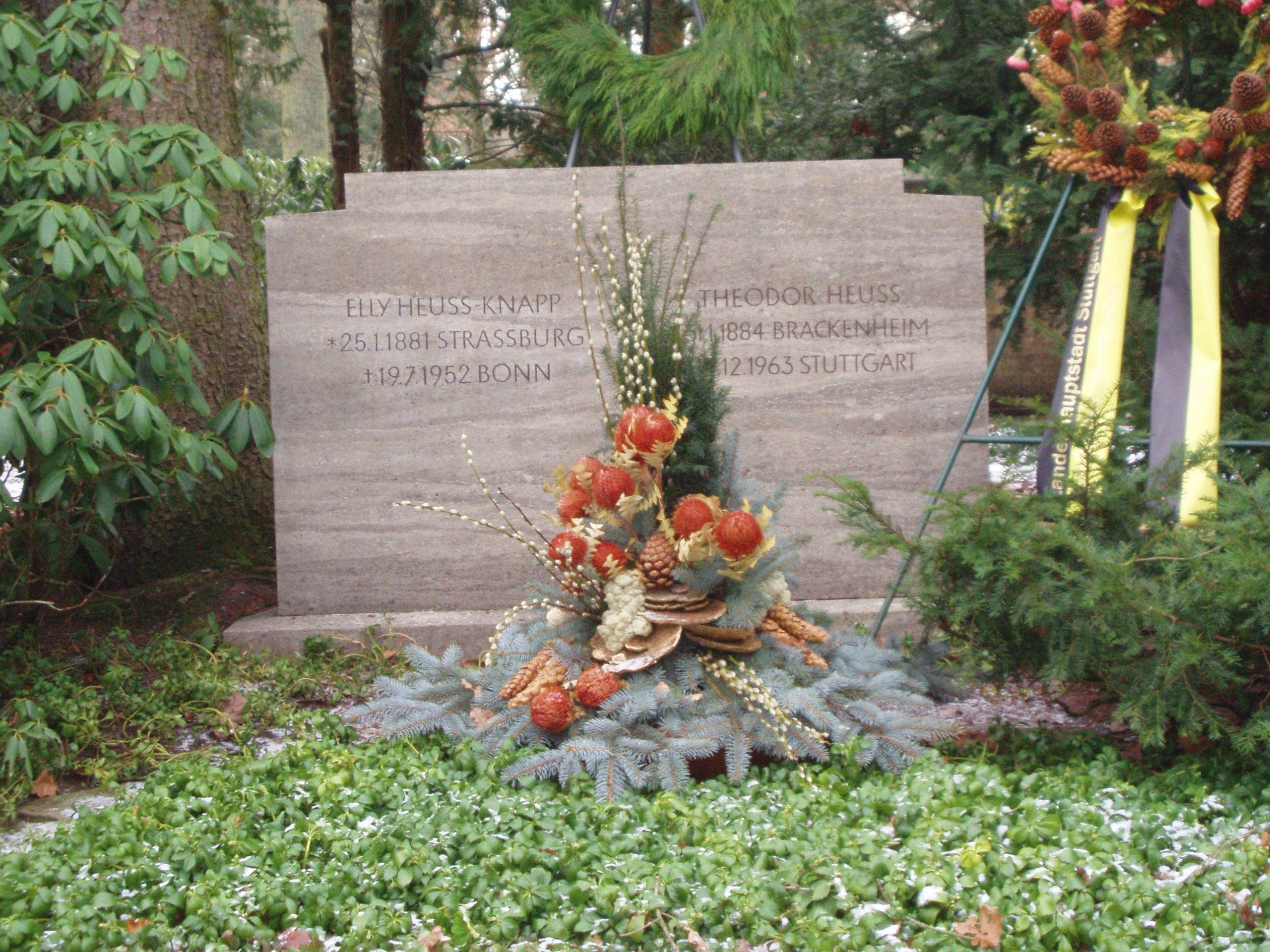
Túmulo da família Heuss no Waldfriedhof Stuttgart.

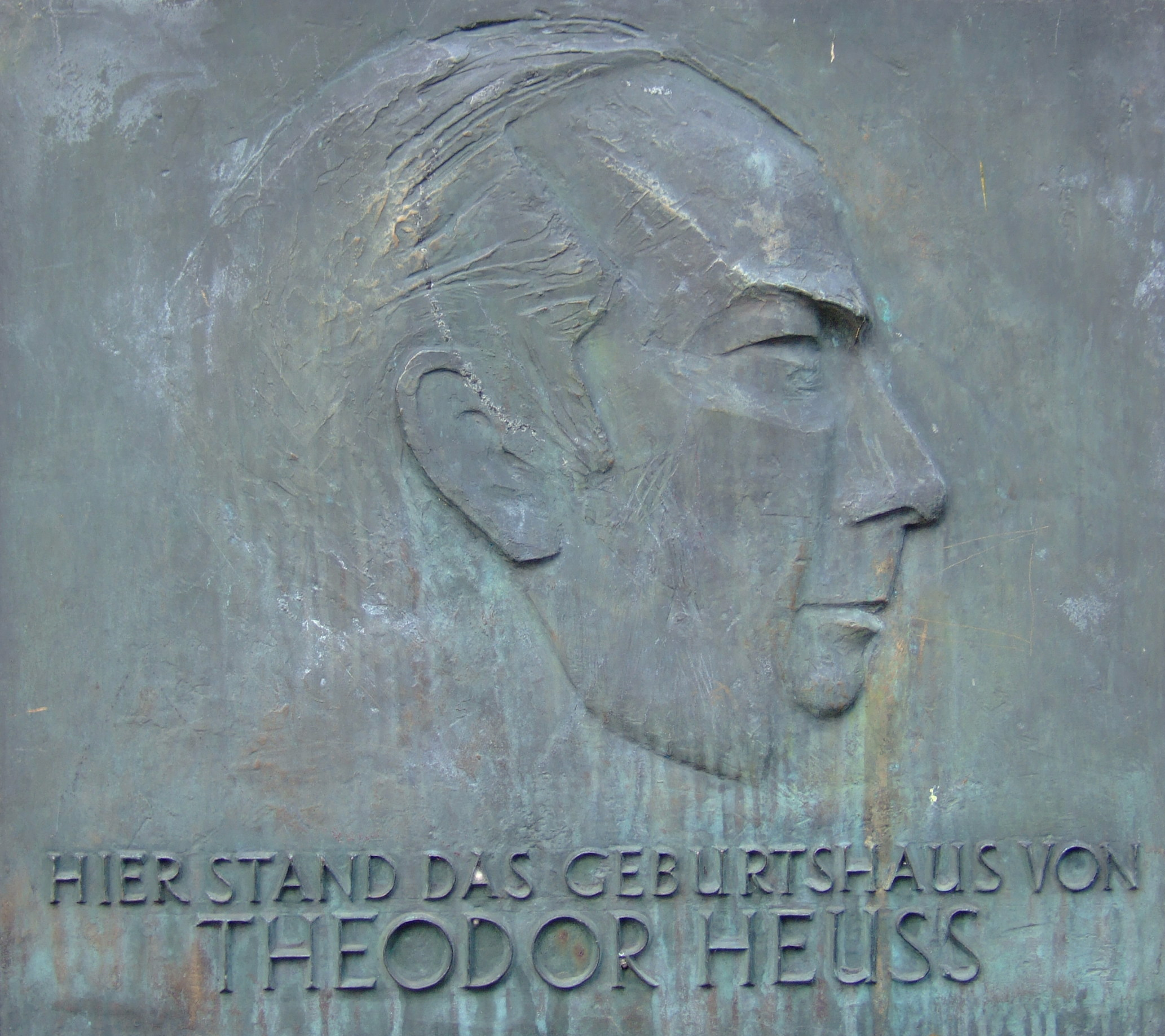
Placa comemorativa em Brackenheim.

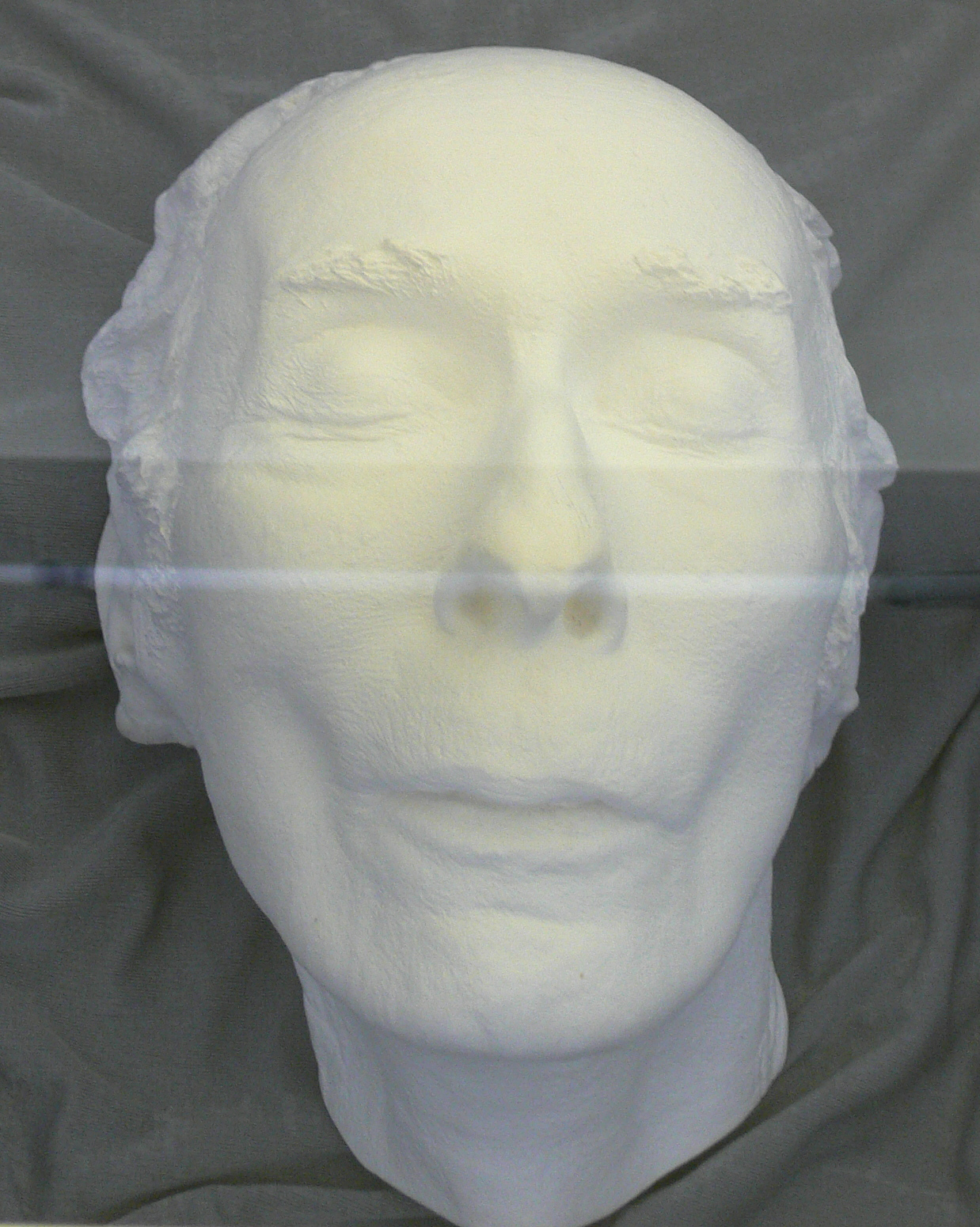
Máscara de morte de Theodor Heuss.

Heuss estudou economia, história, história da arte, filosofia e ciências políticas em Munique e Berlim. Fez doutorado em ciências políticas em 1905. Depois dos estudos trabalhou como redator político e dirigiu entre 1905 e 1912 o jornal Die Hilfe, fundado por Friedrich Naumann. De 1912 a 1918 foi chefe de reportagem do jornal Neckarzeitung de Heilbronn e escreveu folhetins para a revista Der Kunstwart. Lecionou como professor e docente na universidade Deutsche Hochschule für Politik de 1920 até 1933 em Berlim e publicou a revista Die Deutsche Nation entre 1923 e 1926. De 1918 até 1933 Heuss foi diretor-gerente e membro da diretoria da Deutscher Werkbund (Federação Alemã do Trabalho).
Durante a República de Weimar foi deputado no Reichstag pelo Partido Democrático Alemão (em alemão: Deutsche Demokratische Partei) de 1924 até 1928 e de 1930 até 1933. Com o mandato cassado pelos nazistas continuou a publicar a revista Die Hilfe até 1936 quando foi proibido. Durante a Segunda Guerra Mundial trabalhou como jornalista no jornal Frankfurter Zeitung. Em 1942, Adolf Hitler proibiu a publicação de textos de Heuss que continuou escrevendo sob pseudónimo de Thomas Brackheim e a abreviatura r.s.
Após a guerra voltou a exercer o jornalismo e fundou, junto com Rudolf Agrícola e Hermann Knorr, o jornal Rhein-Neckar-Zeitung em 1945. De 24 de setembro de 1945 até 1946 foi ministro de cultura do estado federal Württemberg-Baden (extinto em 1952) e deputado estadual até 1949, executando desde 17 de março de 1948 a presidência do Partido Liberal-Democrático (Demokratische Partei Deutschlands), que tornaria-se em 12 de dezembro de 1948 no Partido Democrata Livre (FDP), hoje um dos cinco partidos políticos do Bundestag. Em 1948 Heuss participou das sessões do Conselho Parlamentar (Parlamentarischer Rat) que preparou o texto da Lei Fundamental para a República Federal da Alemanha (Grundgesetz, publicado e em vigor desde 23 de maio de 1949).

### Presidente da Alemanha
Em 14 de agosto de 1949 foi eleito para o primeiro Bundestag mas não chegou a exercer o mandato parlamentar pois em 12 de setembro foi eleito presidente federal pela Bundesversammlung (Assembleia Federal), sendo reeleito como único candidato em 1954 e ficou na presidência até 12 de setembro de 1959, quando se retirou para a vida privada. Está sepultado no Waldfriedhof Stuttgart com sua mulher Elly Heuss-Knapp.
Em sua gestão de dez anos conseguiu desempenhar um papel importante na reorganização democrática da Alemanha e recuperou a confiança e o reconhecimento da Alemanha na comunidade internacional.

#### Visitas oficiais
| Ano  | Mês                     | País                      |
| ---- | ----------------------- | ------------------------- |
| 1956 | 14 - 22 de maio         | Grécia                    |
| 1957 | 5 - 13 de maio          | Turquia                   |
|      | 18 - 28 de novembro     | Itália, Vaticano          |
| 1958 | 28 de maio - 3 de junho | Canadá                    |
|      | 4 - 23 de junho         | Estados Unidos da América |
|      | 20 - 23 de outubro      | Reino Unido               |

Em 1959, ano que retornou à vida privada, foi agraciado com o Prêmio da Paz do Comércio Livreiro Alemão (Friedenspreis des Deutschen Buchhandels). Durante a vida política recebeu a cidadania honorária das cidades Berlim, Brackenheim, Darmstadt, Frankfurt am Main, Heilbronn, Kiel, Colônia, Soest, Estugarda e Trier. Em 1949 foi distinguido Honoris causa pela Universidade Livre de Berlim.
Passou a morar em Estugarda desde 1959, cidade onde morreu, pouco antes de completar 80 anos, quatro anos depois, em 12 de dezembro de 1963.

## Obra
- Weinbau und Weingärtnerstand in Heilbronn am Neckar. Dissertação na Universidade de Munique 1905/06; Carlesso, Brackenheim 2005, ISBN 3-00-014657-1
- Friedrich Naumann: Gestalten und Gestalter. Lebensgeschichtliche Bilder. editado por Theodor Heuss. Walter de Gruyter, Berlim/Leipzig 1919
- Hitlers Weg: Eine historisch-politische Studie über den Nationalsozialismus. Union, Estugardo 1932 (capa); reedição como Hitlers Weg. Eine Schrift aus dem Jahre 1932. Wunderlich, Tubinga 1968
- Friedrich Naumann. Der Mann, das Werk, die Zeit. Deutsche Verlagsanstalt, Estugardo/Berlim 1937; Siebenstern-Taschenbuch-Verlag, Munique/Hamburg 1968
- Hans Poelzig: Bauten und Entwürfe. Das Lebensbild eines deutschen Baumeisters. E. Wasmuth, Berlin 1939; Deutsche Verlags-Anstalt, Estugardo 1985, ISBN 3-421-02835-4
- Anton Dohrn in Neapel. Atlantis-Verlag, Berlim/Zürich 1940; reedição como Anton Dohrn. Wunderlich, Estugardo/Tubinga 1948
- Justus von Liebig. Vom Genius der Forschung. Hoffmann und Campe, Hamburg 1942
- Robert Bosch. Leben und Leistung. Wunderlich, Estugardo/Tubinga 1946; reedição, Deutsche Verlags-Anstalt, Estugardo 2002, ISBN 3-421-05630-7
- Deutsche Gestalten. Studien zum 19. Jahrhundert. Wunderlich, Estugardo/Tubinga 1947; Goldmann, München 1975, ISBN 3-442-11130-7
- Schattenbeschwörung. Randfiguren der Geschichte. Wunderlich, Estugardo/Tubinga 1947; Klöpfer und Meyer, Tubinga 1999, ISBN 3-931402-52-5
- 1848. Werk und Erbe. Schwab, Estugardo 1948; Reedição como 1848. Die gescheiterte Revolution. Deutsche Verlags-Anstalt, Estugardo 1998, ISBN 3-421-05143-7
- Was ist Qualität? Zur Geschichte und zur Aufgabe des Deutschen Werkbundes. Wunderlich, Tubinga/Estugardo 1951
- Vorspiele des Lebens. Jugenderinnerungen. R. Wunderlich, Tubinga 1953
- Zur Kunst dieser Gegenwart. 3 Essays. Wunderlich, Tubinga 1956
- Reden an die Jugend.. Wunderlich, Tubinga 1956
- Von Ort zu Ort. Wanderungen mit Stift und Feder. Wunderlich, Tubinga 1959; Deutsche Verlags-Anstalt, Estugardo 1986, ISBN 3-421-06225-0
- Vor der Bücherwand. Skizzen zu Dichtern und Dichtung. Wunderlich, Tubinga 1961
- Wanderung durch deutsches Schicksal. Bertelsmann, Gütersloh 1961
- Erinnerungen 1905–1933. Wunderlich, Tubinga 1963; Fischer Bücherei, Frankfurt a. M./Hamburg 1965